# Pyrenæerne
Pyrenæerne er en bjergkæde i Sydvesteuropa, der skaber en naturlig grænse mellem Frankrig og Spanien. Den skiller Den Iberiske Halvø fra Frankrig og strækker sig over 430 km fra Biscayen i Atlanterhavet til Middelhavet. Den lille stat Andorra ligger klemt inde mellem Frankrig og Spanien i bjergkæden.
Pyrenæerne blev dannet for mellem 100 og 150 millioner år siden da den iberiske halvø blev presset nordpå. Således er Pyrenæerne en væsentligt ældre bjergkæde end Alperne. Det stenrige landskab der karakteriserer Pyrenæerne skyldes bjergkædens righoldige indhold af granit, og ikke mindst har der på grund af den begrænsede gletsjer-aktivitet generelt været en svag erosion.
Bemærkelsesværdigt er fraværet af store søer. Desuden findes der i selve bjergkæden kun to bjergpas mellem Spanien og Frankrig, nemlig Col de la Perche og Col de Somport. Der er ingen gletsjere i den østlige del af Pyrenæerne. Gletsjere findes kun på nordsiden af den centrale del af bjergkæden, koncentreret omkring toppen af de højeste bjerge.
De mest bemærkelsesværdige bjerge er: Pico d'Aneto (det højeste på 3404 meter), Mont Posets, Monte Perdido, Pic Maudit, Vignemale og Pic du Canigou i den østlige del.
I regionen tales der især fransk, spansk, catalansk og baskisk.
Begge de to store cykelløb Tour de France og Vuelta a Espana går igennem dele af Pyrenæerne.

## Eksterne kilde/henvisning
- Pyrenees National Park – Officiel hjemmeside Arkiveret 5. marts 2006 hos  Wayback Machine